# Borino
Borino (bułg. Борино) – wieś w południowej Bułgarii, w obwodzie Smolan. Centrum administracyjne gminy Borino.
Borino znajduje się w Rodopach, stara nazwa miejscowości to Karabulak. Większość mieszkańców to Pomacy i mała część Bułgarów.